# 335 (szám)
A 335 (római számmal: CCCXXXV) egy természetes szám, félprím, az 5 és a 67 szorzata.

## A szám a matematikában
A tízes számrendszerbeli 335-ös a kettes számrendszerben 101001111, a nyolcas számrendszerben 517, a tizenhatos számrendszerben 14F alakban írható fel.
A 335 páratlan szám, összetett szám, azon belül félprím, kanonikus alakban az 51 · 671 szorzattal, normálalakban a 3,35 · 102 szorzattal írható fel. Négy osztója van a természetes számok halmazán, ezek növekvő sorrendben: 1, 5, 67 és 335.
A 335 négyzete 112 225, köbe 37 595 375, négyzetgyöke 18,30301, köbgyöke 6,94515, reciproka 0,0029851. A 335 egység sugarú kör kerülete 2104,86708 egység, területe 352 565,23555 területegység; a 335 egység sugarú gömb térfogata 157 479 138,5 térfogategység.